# Komorowo (powiat wolsztyński)
Komorowo – wieś w Polsce położona w województwie wielkopolskim, w powiecie wolsztyńskim, w gminie Wolsztyn. Do końca 2017 roku był to przysiółek wsi Adamowo.

## Historia
Miejscowość pierwotnie związana była z Wielkopolską. Ma metrykę średniowieczną i istnieje co najmniej od XIII wieku. Wymieniona została po raz pierwszy w 1285 pod nazwą Kumerowe, 1285 Komorowe, 1311 Cummerov, 1314 Kummerav, 1319 Kumerowo, 1320 Cumrow, 1326 Komorowo, 1384 Komerov, 1397 Komeraw .
Teren, na którym leży miejscowość była zasiedlona wcześniej niż pierwsze zachowane zapisy. Archeolodzy znaleźli przy wzgórku, w parku, ułamki naczyń glinianych identyfikowanych wstępnie jako pozostałość po osadzie z okresu ok. 600-1250. Podobne relikty odnaleziono na wzgórzu, przy plaży, w parku należącym dawniej do dworu. Były to ułamki naczyń glinianych również identyfikowane jako pozostałość po osadzie z okresu ok. 600-950 lub później .
Wieś była własnością szlachecką należącą do lokalnej szlachty. W 1285 książę wielkopolski Przemysł II wystawił dokument, w którym oznajmił, że komes Luder z Komorowa wraz z synem Pielgrzymem (Peregrinus) za zgodą swych braci oraz krewnych dają opactwu cystersów w Obrze prawo do zbudowania i naprawiania młyna w Niałku, sprzedając mu także prawo zastawienia rzeki Dojcy, która płynie z jeziora Karpicko i zbudowania jazu na rzece, która płynie przez bagno i przechodzi przez wieś Komorowo. Zezwalają także klasztorowi na pobieranie drewna i ziemi z ich dziedziny na budowę tego jazu, a w zamian za co darczyńcy będą mogli dożywotnio mielić w tym młynie bez opłat, co jednak nie będzie przysługiwać ich następcom. Dyplom ten, wraz z innymi dokumentami wystawionymi na rzecz klasztoru w Obrze, potwierdzony został w 1431 przez króla Polski Władysława Jagiełłę .
W 1480 wieś leżała w powiecie kościańskim Korony Królestwa Polskiego. W 1510 należała do dekanatu w Grodzisku Wielkopolskim .
Miejscowość odnotowana została wielokrotnie w archiwalnych dokumentach sądowych w sprawach karnych, cywilnych i majątkowych. W latach 1311–26 właścicielem wsi był cześnik lub podczaszy poznański, komes Pielgrzym (Peregrinus) z Komorowa. W 1364 miejscowość odnotowana przy procesie sądowym Świętomira dziedzica z Komorowa z opatem klasztoru w Obrze o budowę młyna na rzece Dojcy. Według wyroku Świętomir powinien zburzyć młyn, który zbudował, zaś opat może naprawiać groblę, którą zbudował na bagnie od Karpicka przez Komorowo do Niałka. W latach 1415–32 dziedzicem w Komorowie odnotowano Marcisza, Marcina Sepieńskiego. W 1480 chorąży poznański Piotr z Iłowca zamienił się z Jakubem z Ochli, dziedzicem z Wolsztyna, na wieś Gola koło Rakoniewic z dodatkiem 1000 grzywien półgroszy za połowę miasta Wolsztyn oraz połowę wiosek Komorowo i Karpicko. W latach 1506–23 właścicielem był Andrzej Iłowiecki syn Piotra Iłowieckiego]. On oraz jego brat Jan Iłowiecki dokonali w początku XVI wieku podziału dóbr. Każdy otrzymał po połowie miast Wolsztyn, Górki koło Czempinia, wsi Peczna, Karpicko oraz Komorowa .
W 1426 przy okazji procesu sądowego imiennie wymienieni zostali kmiecie Komorowscy. Piotr kmieć toczył proces ze szlachcicem Henrykiem Kotwiczem z Niałka. W 1453 pracownik Jan Karch z Komorowa toczył proces o 1,5 grzywny z Janem młynarzem ze Starego Młyna oraz o jedną grzywnę ze szlachcicem Wincentym z Tłoków .
Po rozbiorach Polski miejscowość znalazła się w zaborze pruskim.
W latach 1954–1968 wieś należała i była siedzibą władz gromady Komorowo, po jej zniesieniu w gromadzie Wolsztyn. 
Zobacz też
Komorowo